# NGC 6007
NGC 6007 (другие обозначения — UGC 10079, MCG 2-40-18, ZWG 78.95, IRAS15510+1206, PGC 56309) — галактика в созвездии Змея.
Этот объект входит в число перечисленных в оригинальной редакции «Нового общего каталога».